# Greenwoodochromis christyi
Greenwoodochromis christyi är en fiskart som först beskrevs av Trewavas, 1953.  Greenwoodochromis christyi ingår i släktet Greenwoodochromis och familjen Cichlidae. IUCN kategoriserar arten globalt som livskraftig. Inga underarter finns listade i Catalogue of Life.